# Lvoušek oranžový

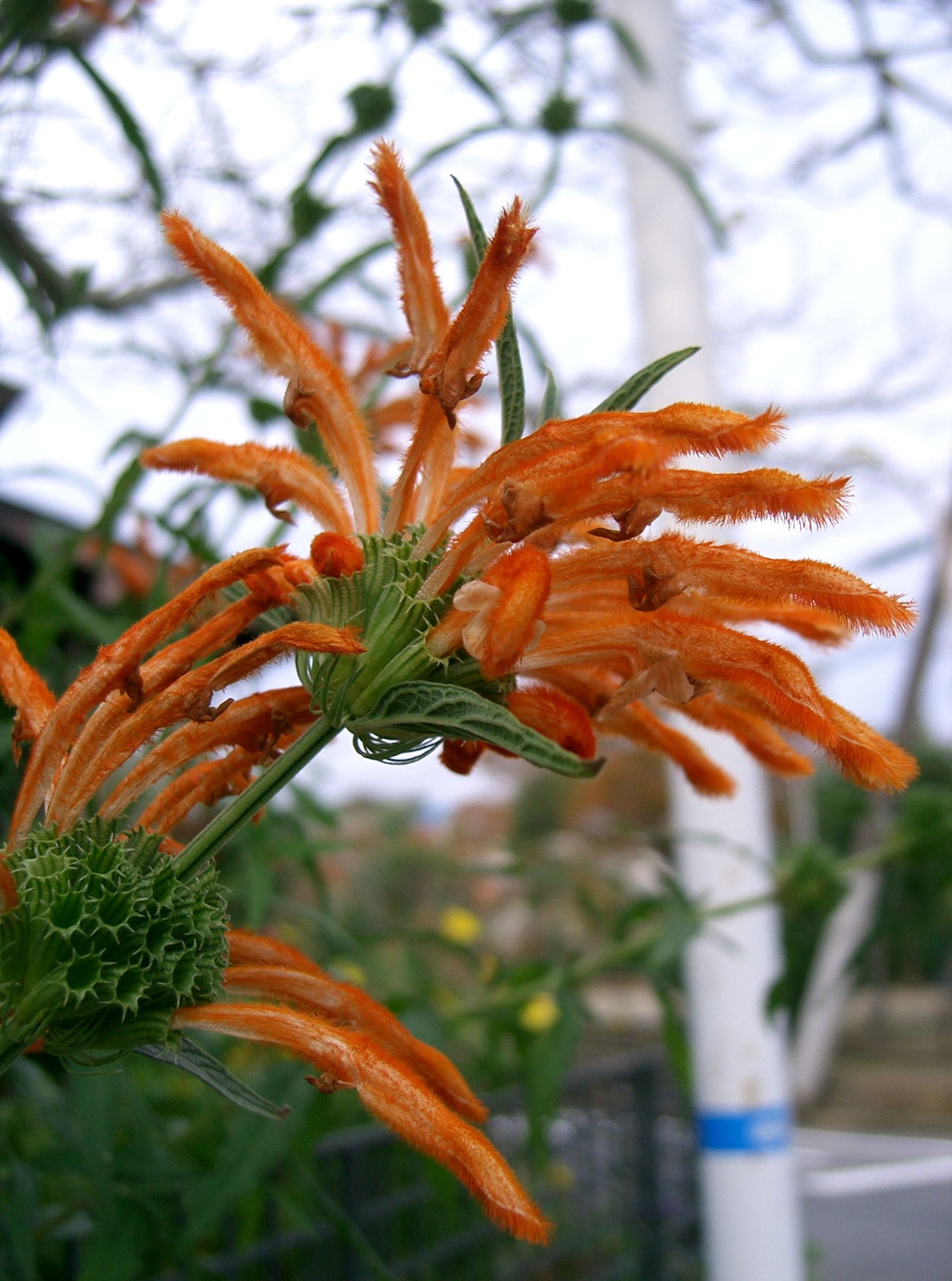
Trubkovité květy

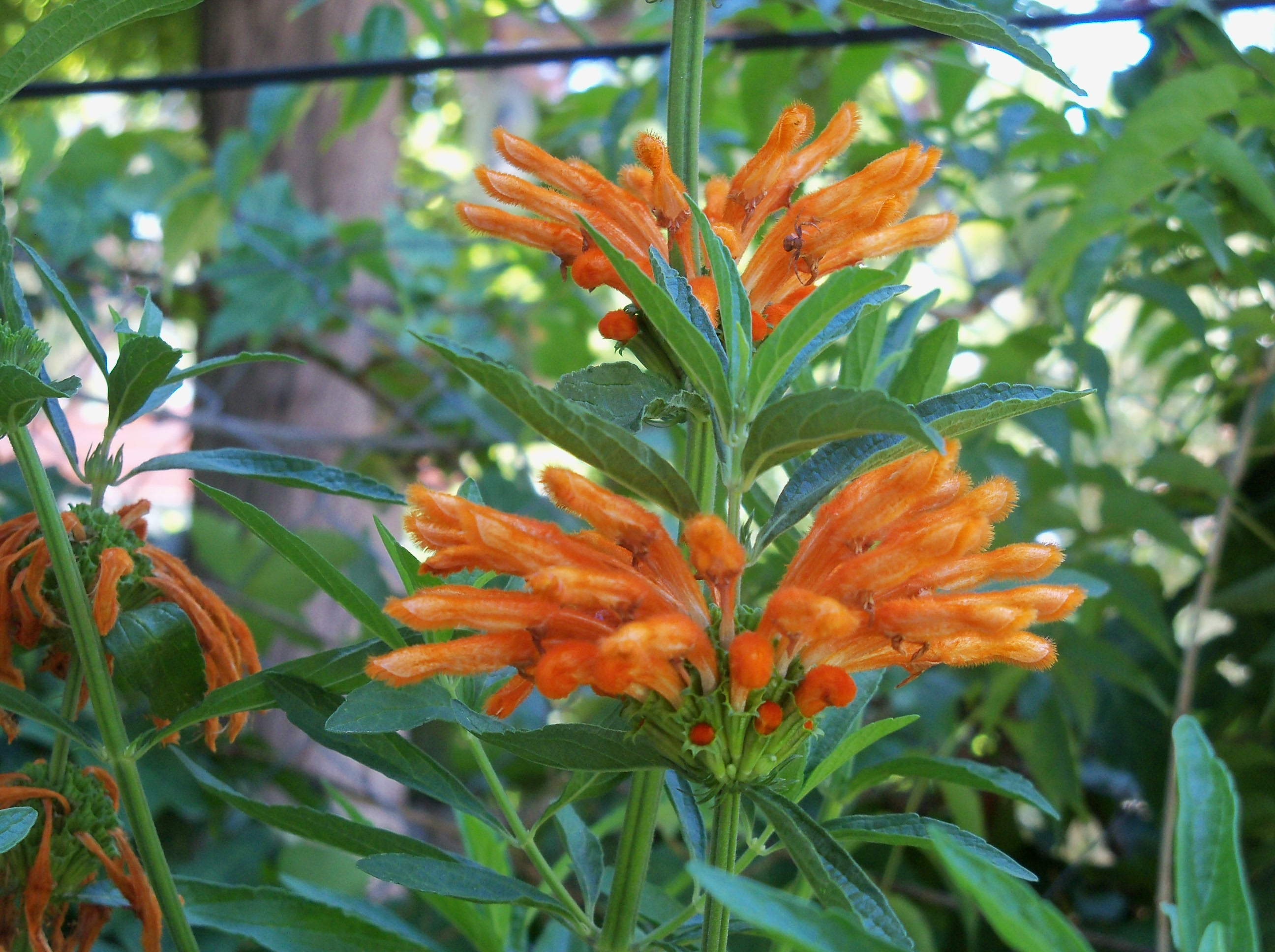
Květenství

Lvoušek oranžový (Leonotis leonurus) je nemrazuvzdorná, vytrvalá, keřovitá, stálezelená rostlina s atraktivními trubkovitými květy zbarvenými většinou do odstínů červené až žluté barvy. Rostlina je původním druhem na subtropickém jihu Afriky v Jihoafrické republice. Vyskytuje se tam především v pobřežních oblastech Západního, Severního a Východního Kapska a v provincii KwaZulu-Natal. Poměrně řidčeji roste také ve vnitrozemí v severních provinciích Gauteng, Limpopo a Mpumalanga. Druhotně byla jako okrasná rostlina rozšířena do mnoha subtropických oblastí jak v Africe (např. v Botswaně) tak i Americe a Austrálii (kde je dokonce považována za invazní druh). Středoevropské podnebí svými mrazivými zimami rostlině nesvědčí.

## Ekologie
V jižní Africe roste roztroušeně na travnatých i kamenitých pastvinách, v nízkých křovinách, lesních lemech i okolo cest. Rostlině vyhovuje půda kamenitá, písčitá i hlinitá, stejně jako vlhká místa v blízkosti močálů, je tolerantní vůči zasolené půdě. Upřednostňuje růst na plném slunci, snáší i polostín. Vytváří husté houštiny skýtající úkryt drobným savcům, pro některé ptáky, včely i motýly je její nektarem důležitým zdrojem potravy. Při příchodu mrazu shodí listy, ale brzy se z toho zotaví, listy vyraší nové a opět rozkvete. Nezanikne ani po běžném ohni který sežehne jeho nadzemní části, opět se zazelená z hlubokých kořenů a případně nově vyroste ze semen čekajících v půdě, kdy dostanou světlo a volný prostor k růstu. Vyskytuje se od mořské hladiny až po nadmořskou výšku 2000 m n. m.
Rostlina ročně vytvoří až 1000 semen která vypadávají do blízkého okolí a na příhodných místech vznikají jednodruhové kolonie. V některých nepůvodních oblastech, například v jižní a východní Austrálii, se ze zahrad rozšířila do volné přírody a je tam považována za ekologicky nebezpečný plevel, který vytlačuje z přírody původní druhy rostlin.

## Popis
Keřovitá rostlina s větvenými stonky vysokými 50 až 200 cm, které vyrůstají z husté, zdřevnatělé báze a od spodu postupně dřevnatí. Mladé stonky, lodyhy, jsou dužnaté, přímé, duté, čtyřhranné se zaoblenými hranami, hluboce rýhované, měkce chlupaté a obrůstají vstřícnými, řapíkatými listy. Čepele listů jsou úzce kopinaté, dlouhé 5 až 10 cm a 1 až 2 cm široké, po obvodě jsou zubaté, na horní straně drsné a na dolní sametové. Listy, stejně jako ostatní části rostliny, mají hodně aromatických žlázek obsahujících éterické oleje a po rozdrcení vydávají silnou vůni podobnou vůni máty.
Nápadné květy vyrůstají až po deseti v horní části lodyh, kde vytvářejí vzájemně oddálené, téměř kulovité, husté, střapcovitě uspořádané úžlabní lichopřesleny. Trubkovité květy jsou oboupohlavné, mají kratičké stopky, listeny jsou podobné listům a listence jsou podlouhlé a drobné. Kalich s osmi zelenými, špičatými lístky má trubkovitý tvar, je vytrvalý, dlouhý až 1,5 cm a při zrání plodů se mírně zvětšuje. Koruna je dvoupyská, horní pysk má dva laloky a spodní tři, je sametově chlupatá, její lístky mají barvu oranžově červenou, červeně žlutou, vzácněji též světle růžovou a v její až 5 cm dlouhé, štíhlé trubce jsou čtyři tyčinky, z nichž horní pár je kratší a z korunní trubky nevyčnívá. Horní semeník je čtyřdílný, šídlovitá čnělka nese dvoudílnou, nestejně laločnatou bliznu. Květy produkují hojně nektaru přitahující opylovače. Plody uzavřené ve vytrvalém kalichu jsou po uzrání matně černé tvrdky velké 2 mm a složené že čtyř plůdků – semen, která jsou velmi lehká a jsou snadno odnášena větrem.

## Rozmnožování
Rostlina se rozšiřuje semeny, kterých rostlina vyprodukuje velká množství. Semena se mohou šířit větrem, vodou, v srstí zvířat nebo lidským přičiněním, např. orbou nebo zemědělskou technikou. Přirozenou cestou, bez lidského přičínění, se semena obvykle dostanou do vzdálenosti nejdále 200 až 1000 m.

## Význam
Lvoušek oranžový je po staletí užitnou rostlinou, kterou v současnosti využívají tři skupiny osob. Do prvého souboru uživatelů patří původní domorodí obyvatelé jižní Afriky, Hottenti, Křováci, Xhosové a Zulové, kteří rostlinu berou v běžném životě jako léčivou a při významných příležitostech jako omamnou. Rostlina obsahuje hlavně alkaloidům podobnou látku leonurin, která je významnou léčebnou složkou v tradiční medicíně pro široké spektrum onemocnění včetně bolestí hlavy, kašle, horečky, astmatu, hemeroidů, úplavice i po uštknutí hadem. Při vědeckých zkouškách byly u výluhu z listů a květů prokázány analgetické, protizánětlivé i antidiabetické vlastnosti, velké dávky však způsobují změny ve vlastnostech červených krvinek. Listy, kůra i kořeny při nestřídmé orální konzumaci způsobují průjmy a zvrácení. Již od dávných dob však původní obyvatelé sušené listy a květy kouří, či méně často žvýkají a využívají tak jejích nevšedních narkotických, uklidňujících vlastností.
Druhé seskupení uživatelů tvoří současní milovníci přírody, kteří rostliny v okrasných zahradách pěstují pro potěchu očí, v Evropě byla tato rostlina známa již v druhé polovině 17. století. V současnosti se pěstuje i v zemích, kde na zahradách nepřežije zimní období. Vysazuje se do rozměrných květináčů, ve kterých v letním období roste i kvete a po odkvětu se s příchodem zimy přestěhuje do světlých, bezmrazých prostor.
Do třetí kategorie patří lidé, kteří rostlinu využívají jako náhražku zakázaných omamných rostlin, např. konopí setého. Pěstují ji ze semen, která prodávají africká zásilková zahradnictví. Podle en wikipedie je pěstování lvouška oranžového v Polsku a Lotyšsku nezákonné a může být potrestáno až vězením.